# Teun Tolman
Teunus (Teun) Tolman (Oldeholtpade, 22 september 1924 – aldaar, 30 oktober 2007) was een Nederlandse veefokker en politicus. Hij was lid van de Tweede Kamer en het Europees Parlement voor de CHU en het CDA.
Tolman werd geboren als zoon van de veefokker Andries Tolman en Geertje de Boer. Zijn beide grootvaders waren veehouder. Tolman groeide op in een Nederlands-hervormd gezin en volgde de Lagere Landbouwschool. In 1951 trouwde hij met Doutzen Gerbrandy.
Vanaf 2 september 1958 was Tolman als lid van de gemeenteraad van Weststellingwerf wethouder, tot hij op 25 september 1967 op aandringen van het hoofdbestuur van de Christelijke Boeren- en Tuindersbond (CBTB) ontslag nam. Van 9 november 1959 tot 5 juni 1974 was hij ook lid van de Provinciale Staten van Friesland, op 5 juni 1963 werd hij tevens lid van de Tweede Kamer. Daarnaast was hij vanaf 19 januari 1978 lid van het Europees Parlement, die toen nog aangewezen werd door de Staten-Generaal. Ook werd hij in januari 1978 tweede vicefractievoorzitter van het CDA. Toen het Europees Parlement in 1979 voor het eerst direct verkozen werd, werd ook de regel ingesteld dat men niet tegelijkertijd lid kan zijn van zowel de Tweede Kamer als het Europees Parlement. Hij koos hierbij voor het Europees Parlement, waar hij tot 1989 zou blijven. Vanaf 1990 was hij voorzitter van de Europese Landbouwcommissie.
Tolman opereerde op de rechtervleugel van zijn partij. Hij was een voorstander van het Zuid-Afrikaanse apartheidsbewind, was tegen het verlenen van ontwikkelingshulp aan Cuba en stemde in 1978 tegen de motie-Terlouw waarin de productie van de neutronenbom werd afgewezen.
Hij vervulde tal van nevenfuncties en was onder andere bestuurslid bij de NCRV en bij de Unie van Waterschappen.
Teun Tolman overleed op 83-jarige leeftijd in zijn woonplaats Oldeholtpade. Hij had twee zoons en twee dochters. Hij was Ridder in de Orde van de Nederlandse Leeuw (1975) en Commandeur in de Orde van Oranje-Nassau (1988).
- Biografisch Portaal: 75607091
- Parlement.com: vg09llat6syp